# Xã Zickrick, Quận Jones, South Dakota
Xã Zickrick (tiếng Anh: Zickrick Township) là một xã thuộc quận Jones, tiểu bang Nam Dakota, Hoa Kỳ. Năm 2010, dân số của xã này là 13 người.